# Squadra americo-verginiana di Coppa Davis
La squadra americo-verginiana di Coppa Davis rappresenta le Isole Vergini Americane nella Coppa Davis, ed è posta sotto l'egida della Virgin Islands Tennis.
La squadra ha esordito nel 1998 e ad oggi il suo miglior risultato è il raggiungimento del Gruppo III della zona Americana.

## Organico 2011
Aggiornato al match delle fasi zonali contro Panama del 17 giugno 2011. Fra parentesi il ranking del giocatore nel momento della disputa degli incontri.
- Kristepher Elien (ATP #)
- Nicholas Bass (ATP #)
- Brian Oldfield (ATP #)
- Jereme Cumbermack (ATP #)